# 小行星2430
小行星2430（2430 Bruce Helin）是一颗绕太阳运转的小行星，为主小行星带小行星。该小行星于1977年11月8日发现。
該小行星以發現者埃莉諾·赫琳的兒子布魯斯·赫林（Bruce Helin）命名。

## 轨道参数
小行星2430的轨道半长轴为2.3628663 UA，离心率为0.214。